# Liste des drapeaux de Suisse S
Pour les communes suisses commençant par S. Pour plus d'informations sur les conceptions, s'il vous plaît lire l'article d'une commune. 

S-chanf
Saint-Légier-La Chiésaz
Saint-Maurice
Saint-Moritz
Sainte-Croix
Sassel
Senarclens
Servion
Sévery
Sils im Engadin/Segl
Sion
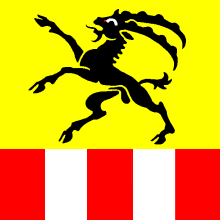
Soglio
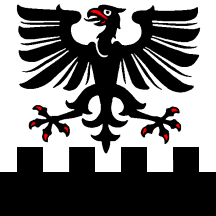
Stampa
Sullens